# Astragalus flavovirens
Astragalus flavovirens är en ärtväxtart som beskrevs av Kun Tsun Fu. Astragalus flavovirens ingår i släktet vedlar, och familjen ärtväxter. Inga underarter finns listade i Catalogue of Life.